# Акваріум Барселони
41°22′36″ пн. ш. 2°11′3″ сх. д. / 41.37667° пн. ш. 2.18417° сх. д.
Акваріум Барселони (кат. Aquàrium de Barcelona) знаходиться на моллі Іспанії (кат. Moll d'Espanya) у Старому Порті в Барселоні. Комплекс охоплює 35 акваріумів, виставок на морську тематику, кав'ярню, магазин, зали для проведення конференцій тощо.
У Акваріумі Барселони зібрано 11 тис. морських тварин, які належать до 450 видів. Однією з цікавинок є підводний тунель довжиною 80 метрів, де можуть поміститися до 100 осіб одночасно. З моменту відкриття 8 вересня 1995 р. Акваріум відвідало понад 14 млн осіб. Належить до групи Аспро (ісп. Grup Aspro).
Експозиція представлена у вигляді 14 окремих екосистем: скелястого і піщаного узбережжя, заростей водоростей, підводних печер і гротів, коралових рифів і т. д. Ще 7 акваріумів присвячені тропічним екосистемам: тут можна побачити, приміром, мешканців Великого Бар'єрного рифу, Червоного або Карибського моря в їх природному місці існування.  Одна з найцікавіших частин експозиції - міні-акваріуми, що акцентують увагу на дивовижних мешканцях моря, яких складно розгледіти у великому об'ємі води, наприклад, морських коників, губках і мікроскопічних рибках, яких можна розглядати під лупою. У Акваріумі Барселони зібрані 300 видів морських риб. Крім того, тут розміщені виставки на морську тематику, кафе, магазин, зали для проведення конференцій і тому подібне.

## Контакти
Адреса: Moll d'Espanya del Port Vell, а/с 08039, Барселона, Каталонія.

Відкриття: о 9:30 (квитки продаються з 8:30).

Закриття: з пон. до п'ятн. о 21:00, у вихідні та св. дні, а також у червні та вересні о 21:30, у липні та серпні о 23:00.
Вартість квитка : дорослі — 16 €, діти від 4 до 12 років — 11 €, дорослі понад 60 років — 12,50 €.